# Zonneneutrino
Zonneneutrino's zijn elektron-neutrino's, die in de zon worden geproduceerd als een product van kernfusie. Verreweg het grootste deel van de neutrino’s die door de aarde passeren zijn afkomstig van de zon.
De belangrijkste bijdrage komt van het zogenaamde proton-protoncyclus. De netto reactie is:
{\displaystyle 4p+2e^{-}\rightarrow {}^{4}\mathrm {He} +2\nu _{e}+27\ \mathrm {MeV} }
of in woorden:
Vier protonen + twee elektronen = heliumatoom + twee elektron-neutrino's.
Bij het proton-protoncyclus, dat door de zwakke wisselwerking wordt bepaald, komt in totaal een energie vrij van 27 MeV (ofwel 4,3×10−12 joule) terwijl de energie van het daarbij vrijkomende elektron-neutrino 0,42 MeV bedraagt – ongeveer 2% van de totale energie. Per seconde worden 2×1038 zonneneutrino's uitgezonden, waarvan slecht 35 op de 1011 neutrino's per seconde het naar de zon gekeerde oppervlak van de aarde bereiken.
In de zon vinden in de nog twee andere reactie plaats voor de productie van elektron-neutrino's, namelijk de helium-berylliumreactie en de beryllium-boriumreactie. Die laatste reactie produceert hoogenergetische neutrino’s met een energie van 7 MeV, de conversiegraad bedraagt slechts 0,01%

## Ontdekking zonneneutrino's
In 1967 begon de Amerikaanse fysicus Raymond Davis Jr. samen met de astrofysicus John Bahcall aan een experiment dat vijfentwintig jaar onafgebroken zou duren: het bestaan aantonen van zonneneutrino's. In een verlaten goudmijn, de Homestake Gold Mine, in het stadje Lead (South Dakota) werd op een diepte van anderhalve kilometer onder grond een grote tank geïnstalleerd en gevuld met 380.000 liter chloorhoudend schoonmaakmiddel. Het chloor in deze vloeistof absorbeert elektronneutrino's en zet chlooratomen om in radioactieve argonisotopen.
{\displaystyle {}^{37}\mathrm {Cl} +{\bar {\nu _{e}}}\rightarrow {}^{37}\mathrm {Ar} +e^{-}}
Tussen de 1030 chlooratomen vond Davis inderdaad de verwachte argonisotopen. Hoewel de meetresultaten het eerste experimentele bewijs waren van het bestaan van zonneneutrino's was het aantal gemeten neutrino's veel minder dan dat Bahcall op theoretische gronden had voorspeld. Gemeten werd een gemiddelde waarde van 2,56±0,16 SNU, terwijl de theoretische berekening een waarde van 7,61±1,3 SNU aangaf.
Aan de andere kant van de wereld, in het Japanse mijnstadje Kamioka, werd onder leiding van Masatoshi Koshiba een ander experiment uitgevoerd. De Super-Kamiokande bestond uit een tank met 50.000 ton ultrazuiver water en voorzien van 11.000 fotomultiplicatoren. Wanneer een neutrino op een watermolecuul botst, ontstaat er een geladen deeltje dat op hoge snelheid door het water schiet. Hierbij komen fotonen vrij: het Tsjerenkov-effect dat met de fotomultiplicatoren wordt gedetecteerd.
Met de Super-K werd in 1993 het bewijs gevonden dat neutrino's op hun weg door de ruimte van spontaan van de ene smaak in de andere kunnen veranderen, een proces dat oscillatie wordt genoemd. Deze neutrino-oscillaties verklaarden ook waarom in Davis’ Homestake-experiment veel minder zonneneutrino's werden gemeten dan theoretisch was voorspeld. Een gedeelte van de elektron-neutrino's was veranderd in muon- en tau-neutrino's die door de Homestake-detector niet geregistreerd kunnen worden.
Om het probleem met zonneneutrino's voor altijd op te lossen werd in 1998 in het Canadese Ontario het Sudbury Neutrino Observatory (SNO) gebouwd. In een oude nikkelmijn, twee kilometer ondergronds was een neutrinodetector opgericht, een bol van transparant acryl met een diameter van 12 meter en gevuld met 1000 ton aan zwaar water (D2O). De bol wordt omringd door een geodetische bol van 18 meter met 9500 fotomultiplicatoren. Hiermee konden alle drie de smaken neutrino's worden gedetecteerd. Uit de SNO-metingen uit 2002 bleek dat neutrino's afkomstig van de zon voor een derde (~34%) uit elektron-neutrino's bestaan en voor twee derde (~66%) uit muon- en tau-neutrino's. Omdat in de zon slechts elektron-neutrino's ontstaan, hebben onderweg naar de aarde neutrino-oscillaties naar muon- en tau-neutrino's plaatsgevonden.